# Melothria

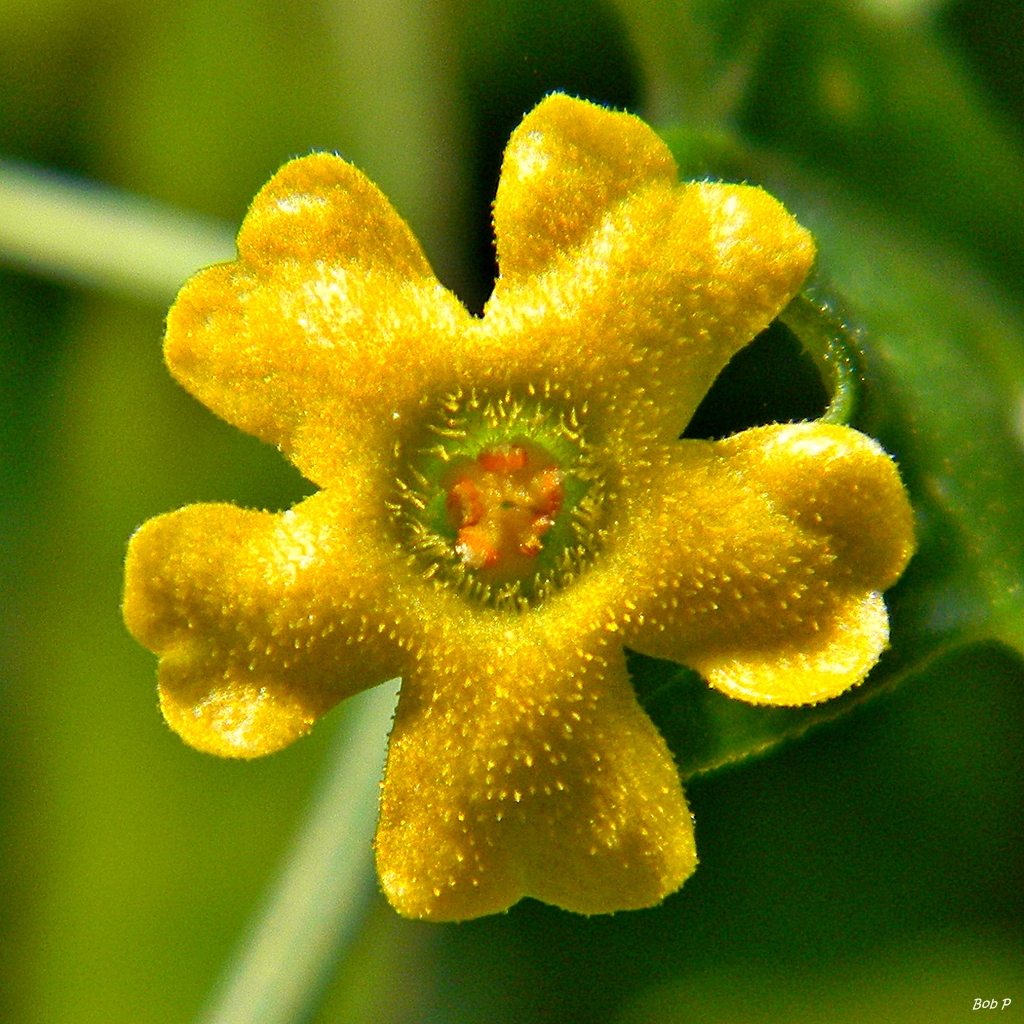
Melothria pendula

Melothria – rodzaj roślin z rodziny dyniowatych (Cucurbitaceae). Obejmuje 12 gatunków. Rośliny te występują jako rodzime w Ameryce Północnej i Południowej od środkowej i wschodniej części Stanów Zjednoczonych po północną Argentynę. Jako rośliny introdukowane obecne są w Afryce równikowej i południowo-wschodniej Azji. Rosną w lasach i na ich skrajach, w formacjach trawiastych, na siedliskach suchych, przydrożach i w uprawach.
Niektóre gatunki są jadalne (M. dulcis, M. pendula, M. scabra, M. sphaerocarpa, M. trilobata) i wykorzystywane są jako rośliny lecznicze (M. pendula, M. scabra, M. sphaerocarpa).
W XIX wieku dla tego rodzaju proponowano polską nazwę czerniak.

## Morfologia
PokrójJednoroczne i wieloletnie zielne, pnącza i rośliny płożące o pędach osiągających 10 m długości. U bylin z trwałą szyją korzeniową. Wąsy czepne pojedyncze, rzadko wyrastają po dwa z węzła, zwykle nierozgałęzione, rzadziej rozwidlone na końcach.
LiścieOgonkowe, pojedyncze, całobrzegie lub dłoniasto klapowane.
KwiatyRozdzielnopłciowe i drobne. Kwiaty męskie zebrane są w grona lub baldachy, kwiaty żeńskie wyrastają pojedynczo lub w grupkach po 2–3. Dno kwiatowe dzwonkowate lub walcowate. Kielich z 5 krótkimi działkami. Korona z 5 zrośniętymi u nasady płatkami, żółtymi lub rzadziej białymi. Pręciki są 3, ich nitki są wolne i krótkie. W kwiatach żeńskich znajduje się gładka, jajowata do wydłużonej zalążnia. Szyjka słupka jest krótka, zakończona trzema dwudzielnymi znamionami lub jednym trójdzielnym. W kwiecie prątniczków brak lub są 3.
OwoceDrobne lub osiągające do 20 cm, podłużne lub kulistawe, mięsiste jagody. Po dojrzeniu kremowe z zielonymi żyłkami, żółte, pomarańczowe, czerwonawe do fioletowoczarnych. Zawierają liczne, spłaszczone i jajowate nasiona z jasną i gładką łupiną, pozbawioną skrzydełka.

## Systematyka
Pozycja systematyczna
Rodzaj z plemienia Benincaseae z rodziny dyniowatych Cucurbitaceae.
Wykaz gatunków
- Melothria campestris (Naudin) H.Schaef. & S.S.Renner
- Melothria cucumis Vell.
- Melothria dulcis Wunderlin
- Melothria hirsuta Cogn.
- Melothria longituba C.Jeffrey
- Melothria pendula L.
- Melothria pringlei (S.Watson) Mart.Crov.
- Melothria scabra Naudin
- Melothria schulziana Mart.Crov.
- Melothria sphaerocarpa (Cogn.) H.Schaef. & S.S.Renner
- Melothria trilobata Cogn.
- Melothria warmingii Cogn.